# Deichmühle (Norden)
De Deichmühle (vertaling: Dijkmolen) is een windmolen in de Oost-Friese plaats Norden, en wel ten zuiden van het stadscentrum. De achtkante bovenkruier valt onder monumentenzorg en staat in het stadsdeel Süderneuland I aan de havendijk, waaraan de molen de naam ontleent. De Dijkmolen is een bedrijfvaardige stellingmolen uit het jaar 1900.

## Geschiedenis
Waarschijnlijk stond in de 13e eeuw op deze plaats al een molen. De eerste schriftelijke bronnen dateren uit de 16e eeuw, toen graaf Edzard II de standerdmolen liet afbreken om een nieuwe te bouwen. De molen werd tijdens een opstand tegen de vorst in de jaren 1726-1728 gedeeltelijk verwoest. In 1734 verkocht de vorst de molen aan een particuliere molenaar. Deze standerdmolen werd in 1900 afgebroken.
De huidige molen werd in 1900 als meel- en pelmolen gebouwd. In de loop der jaren werden er diverse gebouwen om de molen heen gevestigd, zoals een pakhuis en een woonhuis.
In 1974 werd het gebouwencomplex aangekocht door de familie Wagener, die de molen liet renoveren. Tegenwoordig is de molen weer bedrijfsvaardig.
De Dijksmolen heeft een museale functie. Een verzameling molenmachines toont de technische ontwikkeling van het molenaarsvak.